# Takako Fuji
Takako Fuji (藤贵子), född 27 juli 1972 i Tokyo, är en japansk skådespelare. Hon spelar "Kayako" i The Grudge och The Grudge 2.

## Biografi
Fuji är född i Tokyo. Hon är medlem i teaterensemblen Ein och studerade vid Aoyama Gakuin-universitetet. Fuji arbetar vanligtvis på scenen eller gör överdubbningar, men ibland förekommer hon även i filmer. Hennes mest minnesvärda roll idag är av Kayako Saeki, ett hämndlystet spöke i Ju-on-serien. Första gången hon spelade Kayako var år 1998 i kortfilmen Katasumi, en del i Gakkô no kaidan G-samlingen. Hon fortsatte sedan i rollen i direkt-till-video-filmen Ju-on och dess uppföljare Ju-On 2. När regissören Takashi Shimizu bestämde sig för att återskapa filmerna för en bredare publik och till biografer (Ju-on: The Grudge och Ju-on:The Grudge 2) spelade Takako rollen igen. Sedan när filmerna omarbetades för en amerikansk publik ställde Takako upp igen. Takako kommer inte att medverka i amerikanska The Grudge 3 utan har stått över möjligheten.
Takako har sedan tidigare i intervjuer sagt att hon är lite trött på sin roll och att det ibland är svårt för henne att hålla motivationen uppe eftersom hon redan spelat rollen sju gånger tidigare. Takako har dock medgett att hon kommer spela Kayako så länge som Takashi Shimizu vill ha med henne. Takako har även sagt att hon ibland låtsas vara Kayako Saeki inför vänner och på fester, hon har även sagt att hon helt och fullt förstår den ilska som Kayako bär på.
Takakos specialitet är dans, balett och hon talar engelska. Hon är även en välutbildad "ordvrängare" som hjälpte henne att spela Kayako. Takako har varit gift en gång.
Hon har även medverkat i 2005 års skräckfilm Reincarnation (Rinne), i regi av Takashi Shimizu. Hon har också en röst för Hayao Miyazaki i den tecknade filmen Prinsessan Mononoke.